# Het goeie leven
Het goeie leven is een Vlaams realityprogramma van productiehuis liefhebbers. De serie werd uitgezonden op Eén vanaf 13 september 2016.  De presentatie was in handen van Wim Lybaert.
Tijdens Het goeie leven gingen twaalf levensgenieters back to basics. Op een stuk weiland aan de Oude Abdij van Drongen kweekten ze alles zelf en kookten ze met echt vuur. Met hun pure keuken probeerden ze indruk te maken op bekende chefs als Peter Goossens, Kobe Desramaults, Sergio Herman, Wouter Keersmaekers en Jeroen Meus.

## Concept
In januari 2016 kregen de zes duo's de opdracht om in hun moestuin negen groenten te kweken en daar negen gerechten bij te verzinnen.  Elke opdracht moest tegen een vooropgestelde oogstdag voltooid worden.  Dat betekent dat ze een bepaalde zelfgekweekte groente moesten presenteren en die dan vervolgens ter plaatse zo lekker mogelijk moesten bereiden op het vuur.  Daarvoor hadden ze de beschikking over onder andere een grill en barbecue, een aardoven, een leemoven en een rookoven.
Alhoewel er in Het goeie leven een wedstrijdelement verwerkt zat, streden de duo's louter en alleen voor de eer: De beste kweker werd elke week door Wim beloond met een riek.  De gerechten werden elke week beoordeeld door een gastchef, waarbij het beste gerecht een vork won.  Het duo dat kweken en lekker koken het best combineerde werd gekroond tot meester van het goeie leven.

## Afleveringen
| Nr. | Titel | Groente          | Kijkcijfers (live) | Uitzenddatum      |  |
| --- | ----- | ---------------- | ------------------ | ----------------- |  |
| 1 |       | -                | 614.207            | 13 september 2016 |  |
| Uit de vele inschrijvingen werden de 50 beste duo's geselecteerd, die met hun eigen oogst en hun kookkunsten Wim Lybaert en Jeroen Meus moeten trachten te overtuigen. Daarvan zullen uiteindelijk de zes beste duo's uitverkoren worden. Gastchef: Jeroen Meus             |       |                  |                    |                   |  |
| 2 |       | -                | 666.618            | 20 september 2016 |  |
| In maart 2016 mogen de duo's het weiland op om hun moestuin klaar te maken. In hun serre kunnen ze alvast beginnen met het zaaien van de ingrediënten voor hun gerechten voor de zomer. De eerste riek wordt uitgereikt voor de mooiste lentetuin. Gastchef: -              |       |                  |                    |                   |  |
| 3 |       | sla              | 632.291            | 27 september 2016 |  |
| In juni 2016 kunnen de duo's voor het eerst oogsten. Er wordt een riek uitgereikt aan de beste slakweker, en de eerste vork is voor de beste (zelfgekweekte) lentekip met primeurgroentjes. Gastchef: Peter Goossens                                                        |       |                  |                    |                   |  |
| 4 |       | kool             | 720.622            | 4 oktober 2016    |  |
| Juli 2016 brengt de tweede oogstdag op de weide. Wim reikt de riek uit voor de beste kolenkwekers. Het duo dat de beste bereiding maakt met hun zelf gevangen vis krijgt de vork. Gastchef: Wouter Keersmaekers                                                             |       |                  |                    |                   |  |
| 5 |       | aardappel        | 702.994            | 11 oktober 2016   |  |
| Op de nationale feestdag maken de duo's een klassieker: mosselen-friet. Voor de beste aardappeloogst winnen er in deze aflevering uitzonderlijk twee duo's een riek. De vork wordt toegekend aan de beste bereiding van België's nationaal gerecht. Gastchef: Sergio Herman |       |                  |                    |                   |  |
| 6 |       | tomaat           | 717.843            | 25 oktober 2016   |  |
| De vijfde riek gaat in deze aflevering naar de beste tomatenkwekers. Na maanden van uitdrogen is de oven op de weide klaar voor gebruik. De vork wordt uitgereikt aan het duo dat de beste pizza op tafel zet. Gastchef: Kobe Desramaults                                   |       |                  |                    |                   |  |
| 7 |       | boon             | 717.843            | 25 oktober 2016   |  |
| Deze keer gaat de riek naar de beste bonenkweker. In deze aflevering bereiden de duo's hun typisch familiegerecht of geheim familierecept. Ook vrienden en familieleden komen meegenieten. Gastchef: Wouter Keersmaekers                                                    |       |                  |                    |                   |  |
| 8 |       | wortel           | 592.140            | 1 november 2016   |  |
| In augustus 2016 staat de moestuin in volle bloei. De riek is dit keer voor de beste wortelkweker, en de duo's moeten het ultieme groentegerecht op tafel toveren. Gastchef: Kobe Desramaults                                                                               |       |                  |                    |                   |  |
| 9 |       | zonnebloem       | 809.678            | 8 november 2016   |  |
| Op het einde van de zomer wordt er creatief omgesprongen met zonnebloemen en gaat de riek naar het duo dat het mooiste boeket samenstelt. Met de leemoven strijden de duo's om de vork voor het beste brood en gebak. Gastchef: Peter Goossens                              |       |                  |                    |                   |  |
| 10 |       | peper en paprika | 734.943            | 15 november 2016  |  |
| Het is ondertussen oktober 2016 en dat is merkbaar in de moestuin. De riek gaat dit keer naar de beste peper- en paprikakweker, en de vork is voor het beste wildgerecht. Gastchef: Peter Goossens                                                                          |       |                  |                    |                   |  |
| 11 |       | pompoen          | 620.820            | 22 november 2016  |  |
| In de laatste aflevering maken de duo's zich klaar voor de winter. De riek gaat naar de beste pompoenkweker, en met een hutsepot van een zelfgekweekt varkentje en moestuingroenten strijden de duo's om de laatste vork. Gastchef: Kobe Desramaults                        |       |                  |                    |                   |  |

## Kandidaten
De zes kandidatenduo's en hun prestaties gedurende het seizoen:
| Duo's           | Aflevering | Aflevering | Aflevering | Aflevering | Aflevering | Aflevering | Aflevering | Aflevering | Aflevering | Aflevering | Aflevering  |
| Duo's           | 1          | 2          | 3          | 4          | 5          | 6          | 7          | 8          | 9          | 10         | 11          |
| --------------- | ---------- | ---------- | ---------- | ---------- | ---------- | ---------- | ---------- | ---------- | ---------- | ---------- | ----------- |
| Peter & Tine    |            |            | riek       |            | riek       |            | riek       | riek       |            |            |             |
| Lut & Lieve     |            | riek       | vork       |            |            |            | vork       |            | vork       |            | riek / vork |
| Bart & Bart     |            |            |            |            | vork       |            |            |            |            |            |             |
| Dirk & Bert     |            |            |            | vork       |            |            |            |            | riek       |            |             |
| Glenn & Paulien |            |            |            |            |            | riek       |            | vork       |            | riek       |             |
| Paul & Elise    |            |            |            | riek       | riek       | vork       |            |            | riek       | vork       |             |

Opmerkingen:
- In aflevering 2 werd er geen vork uitgereikt
- In aflevering 5 kregen twee duo's een riek voor de beste aardappeloogst
- In aflevering 9 werd er naast de riek voor het mooiste boeket ook een riek voor de mooiste zomertuin uitgereikt.  Die laatste ging naar Paul & Elise.

## Prijzen en nominaties
In 2016 werd Het goeie leven genomineerd voor De HA! van Humo.

## Boeken
- Wim LYBAERT, Agnes GOYVAERTS, Het goeie leven - goesting is het begin van alles, Manteau, 2016. ISBN 978-90-223-3308-2